# Хаген, Йорис ван дер
Йорис ван дер Хаген (нидерл. Joris van der Haagen, примерно 1615 — 23 мая 1669)) — голландский рисовальщик, живописец-пейзажист «Золотого века голландского искусства».

## Биография

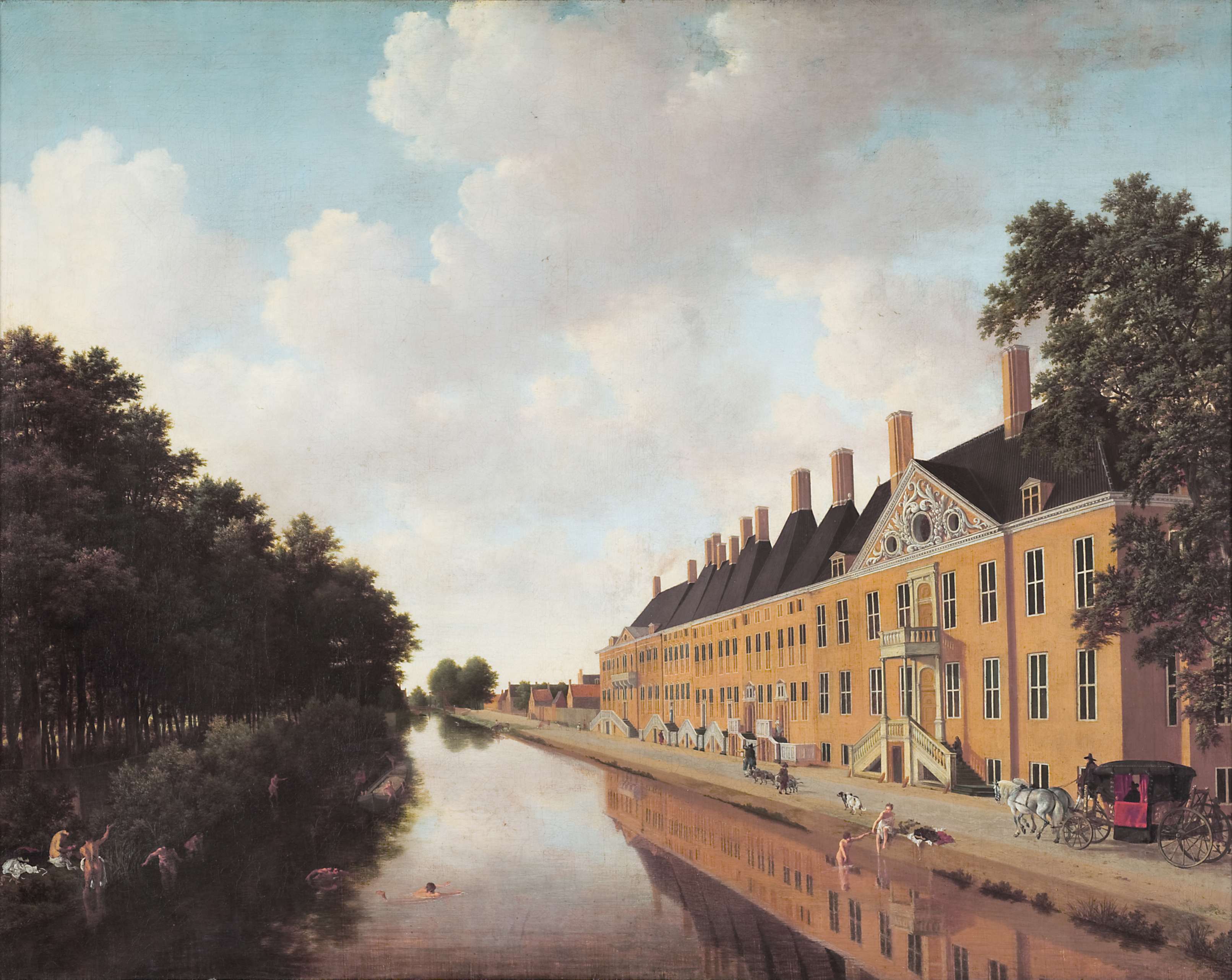
Вид Гааги. Оригинальный облик здания, в котором размещалось «Братство живописцев» (Confrerie Pictura)

Йорис ван дер Хаген родился в Арнеме или Дордрехте; художественную карьеру, согласно архивным записям, начал в Арнеме. Вероятно, учился рисовать у отца, художника Авраама ван дер Хагена. После смерти отца Йорис в 1639 году переехал в Гаагу, где в 1643 году вступил в Гильдию Святого Луки. Год спустя стал почётным гражданином Гааги. В 1656 году, покинув гильдию, стал одним из основателей «Братства живописцев» (Confrerie Pictura).

## Творчество
Йорис ван дер Хаген известен своими пейзажами и видами городов восточной части Нидерландов. Иногда он работал совместно с другими художниками, писавшими фигуры на его картинах; например, с Людольфом Лендерцем де Йонгом, Паулюсом Поттером, Яном Вейнантсом и Николасом Питерсом Берхемом.
Согласно Арнольду Хоубракену, Йорис использовал голубую золу для создания зелёного цвета, и к 1715 году, когда Хоубракен увидел картины художника в Амстердаме, они выглядели поблекшими. Несмотря на эту проблему картины были проданы по высокой цене. Несколько его картин расположены в разных британских учреждениях, а в Музее и художественной галерее Дерби имеется пейзаж, написанный в подражание Хагену. В санкт-петербургском Эрмитаже имеется картина Хагена «Птичий двор».

## Галерея

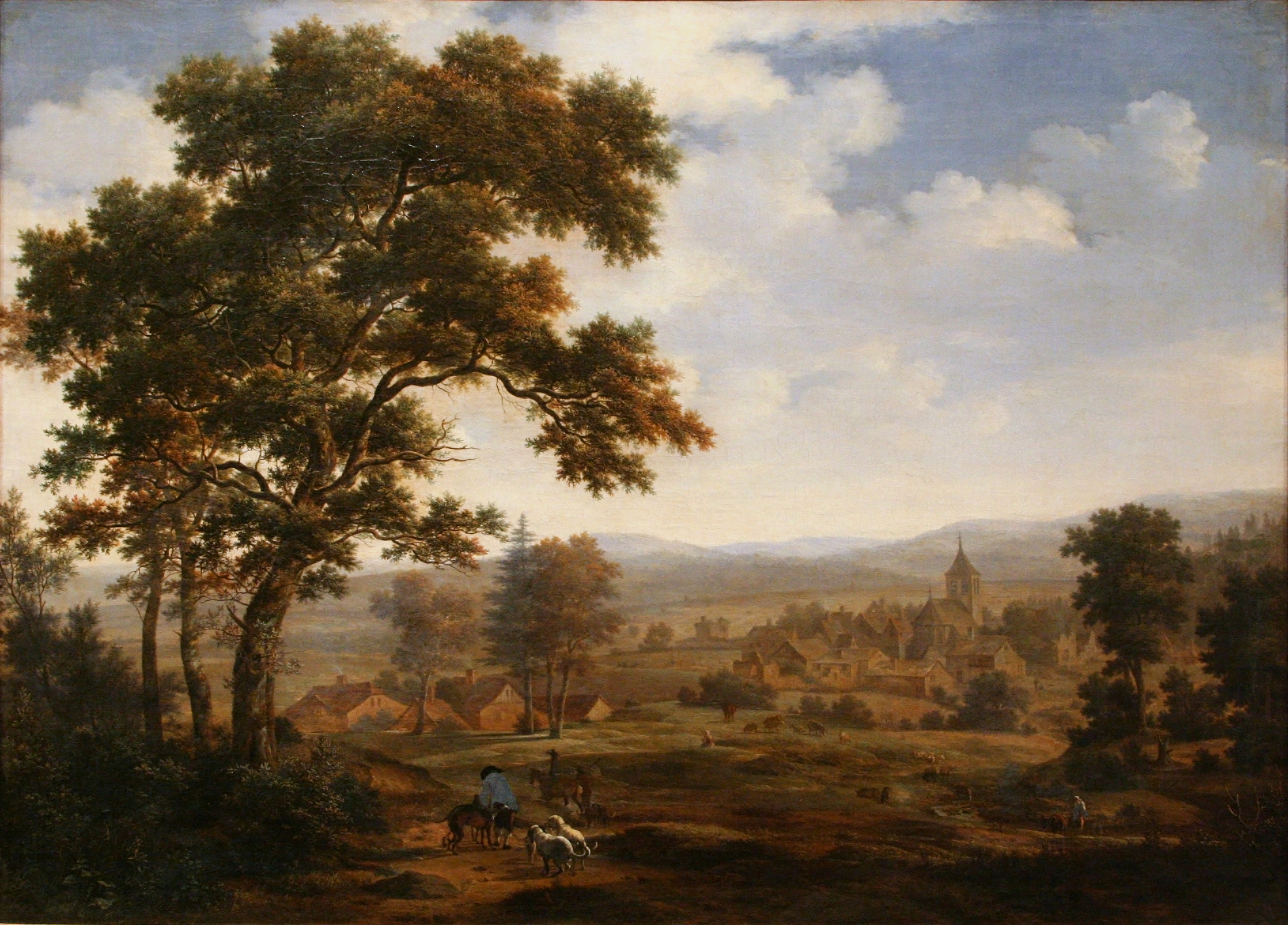
Вид деревни. Дерево, масло. Музей изящных искусств, Анже
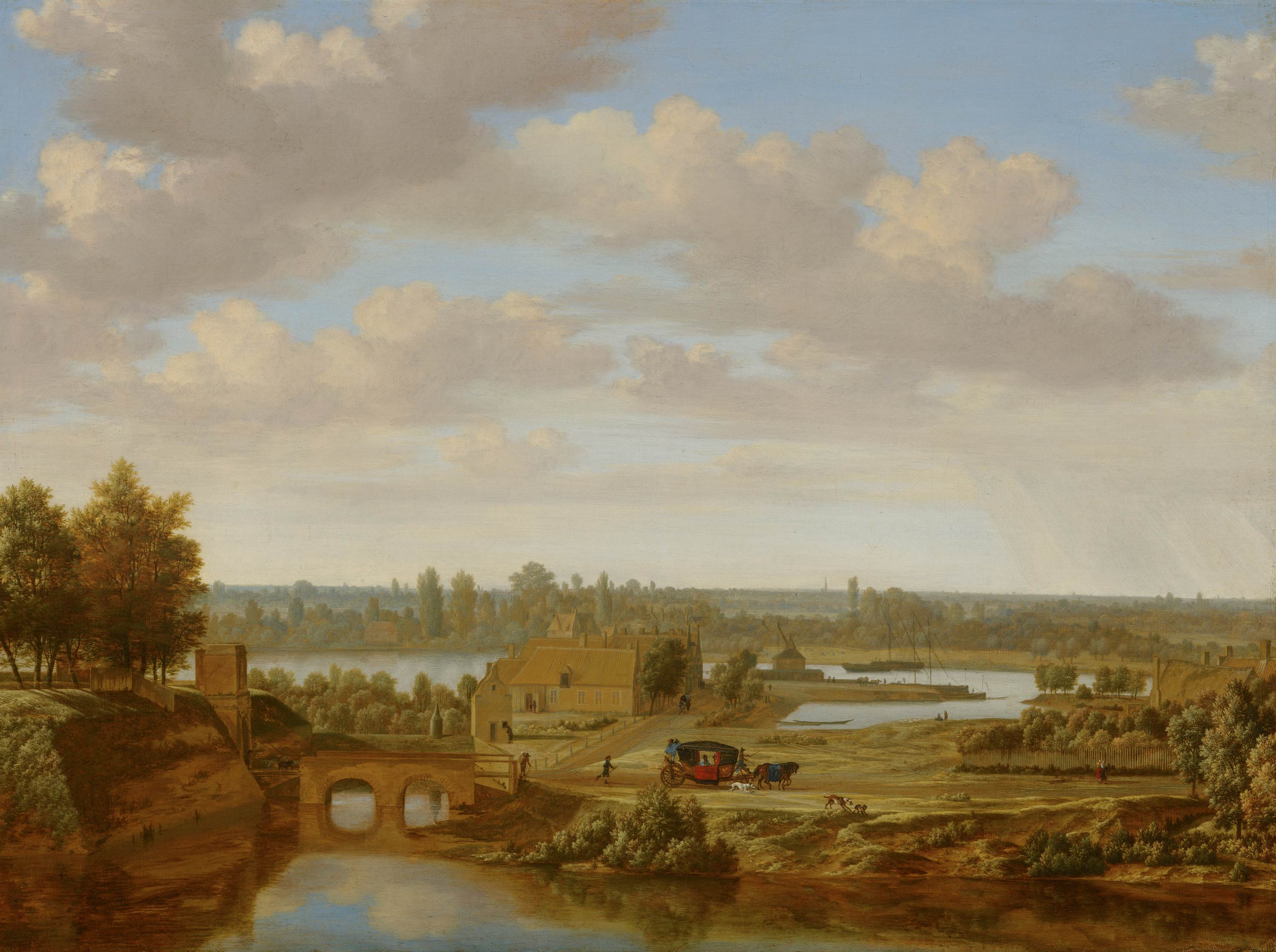
Панорама близ Арнема с Рейнпортом. 1649. Холст, масло. Маурицхёйс, Гаага
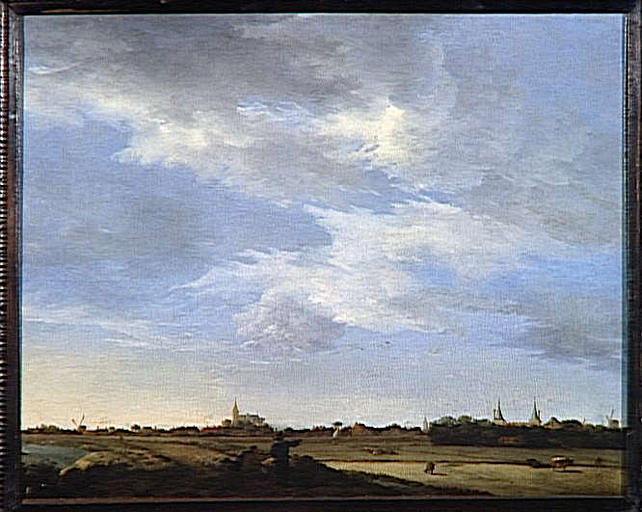
Замок Ильпенштейн. Между 1650 и 1690. Холст, масло. Лувр, Париж
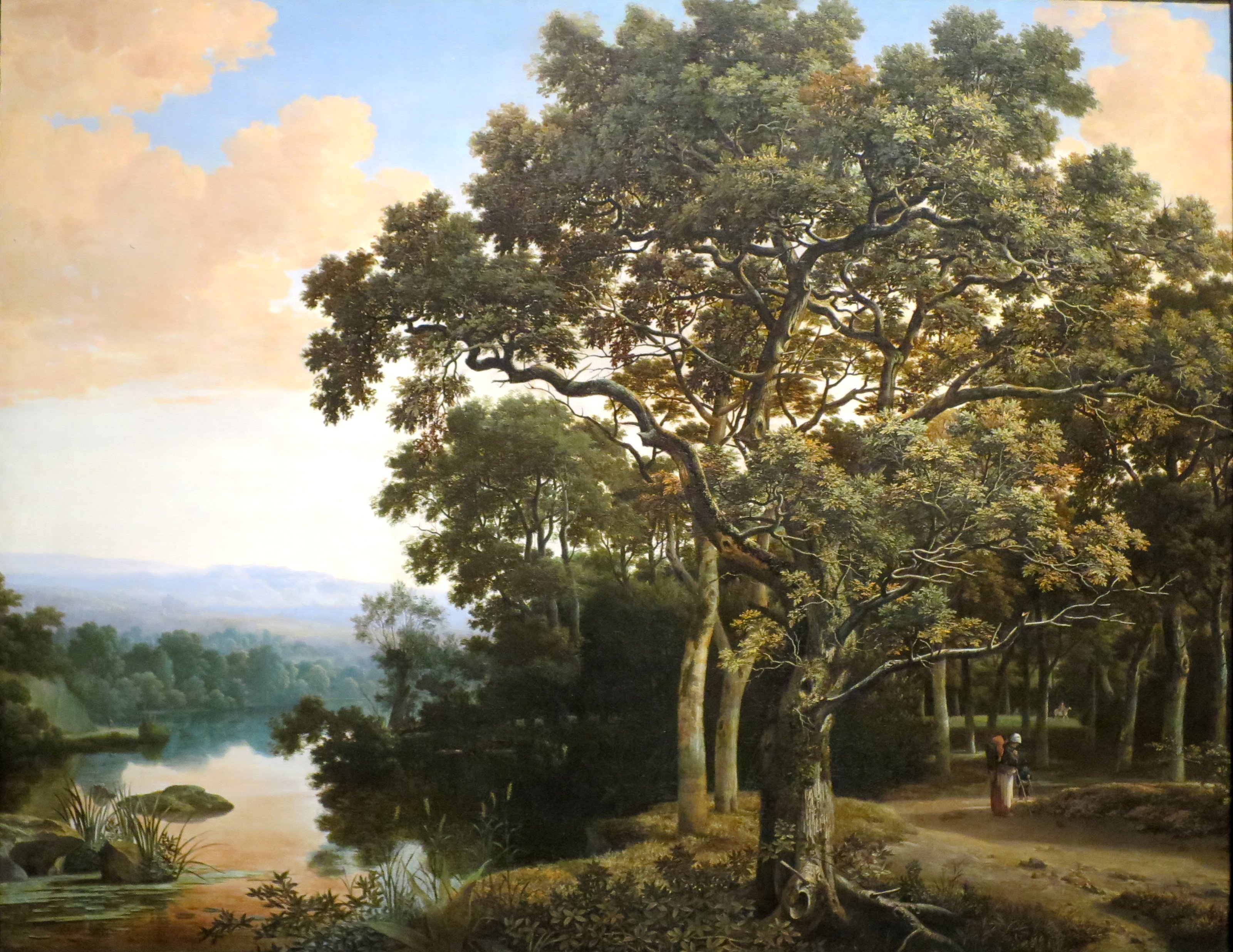
Лесной пейзаж с путниками. Между 1650 и 1660. Холст, масло. Музей изящных искусств, Колумбус, Огайо, США
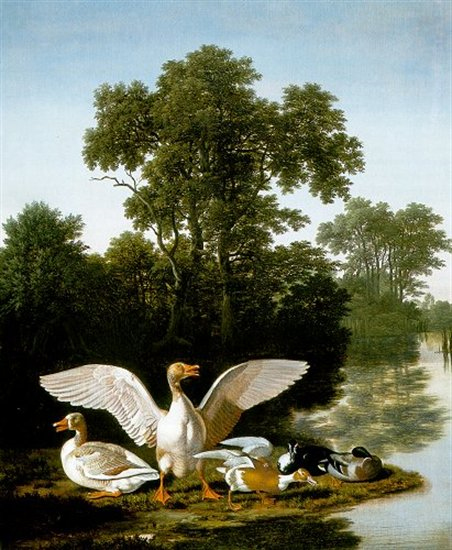
Й. Хаген и Д. Вейнтрак. Утки в лесном ландшафте. Между 1625 и 1669. Дерево, масло. Музей Бредиуса, Гаага
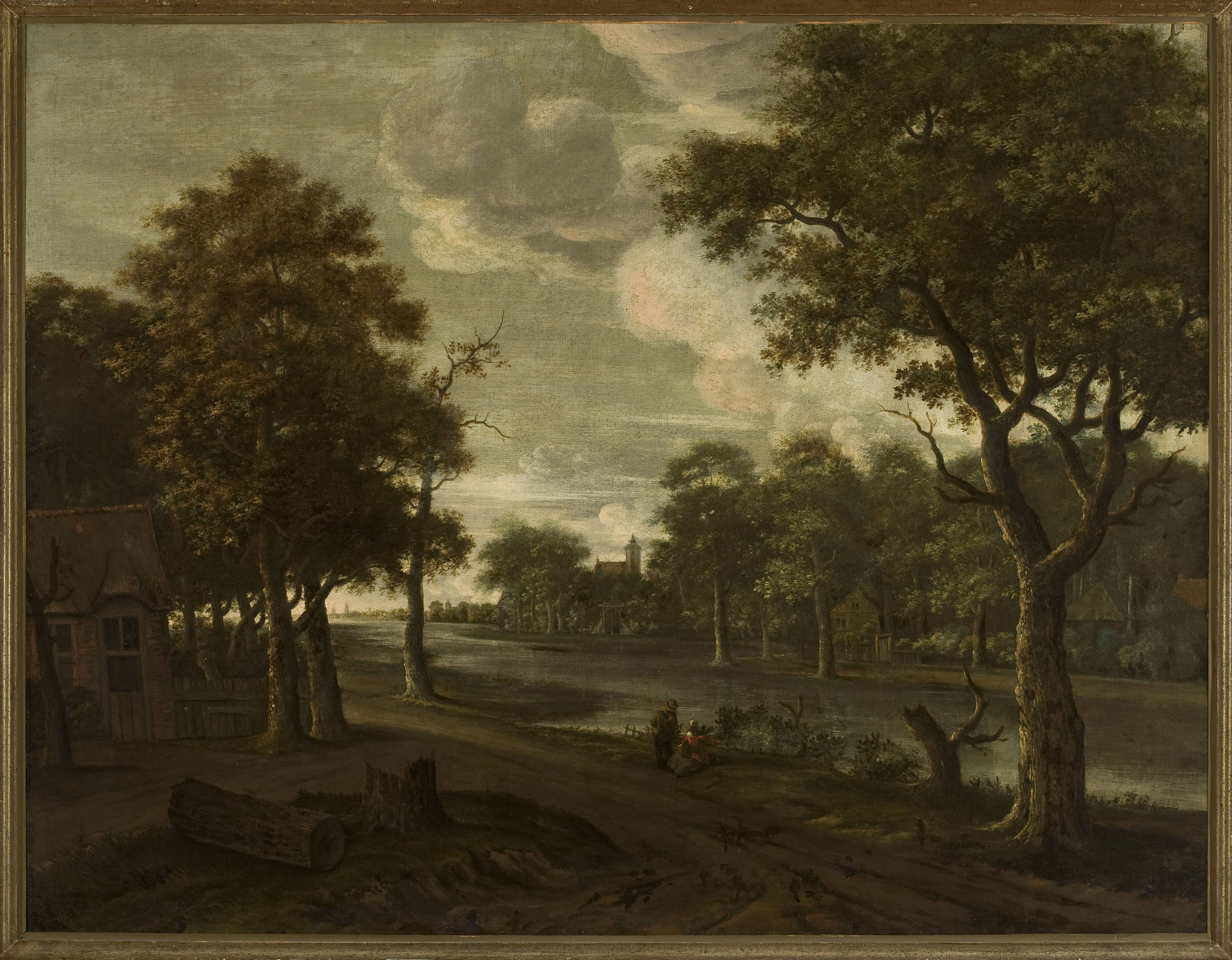
Прибрежный пейзаж. Холст, масло. Национальный музей, Варшава